# Ciprian Popa
Constantin Ciprian Popa (15 de julio de 1980) es un deportista rumano que compitió en piragüismo en la modalidad de aguas tranquilas. Ganó dos medallas en el Campeonato Mundial de Piragüismo, plata en 2005 y bronce en 2007, y dos medallas en el Campeonato Europeo de Piragüismo, oro en 2008 y bronce en 2005.

## Palmarés internacional
| Campeonato Mundial | Campeonato Mundial   | Campeonato Mundial | Campeonato Mundial |
| Año                | Lugar                | Medalla            | Competición        |
| ------------------ | -------------------- | ------------------ | ------------------ |
| 2005               | Zagreb (Croacia)     | Medalla de plata   | C4 1000 m          |
| 2007               | Duisburgo (Alemania) | Medalla de bronce  | C4 500 m           |
| Campeonato Europeo |                      |                    |                    |
| Año                | Lugar                | Medalla            | Competición        |
| 2005               | Poznań (Polonia)     | Medalla de bronce  | C4 1000 m          |
| 2008               | Milán (Italia)       | Medalla de oro     | C4 500 m           |